# Сабаудия
Саба̀удия (на италиански: Sabaudia) е град и община в Централна Италия, провинция Латина, регион Лацио. Разположен е на 17 m надморска височина. Населението на града е 19 287 души (към юни 2009).